# Paulo Henrique (ur. 1972)
Paulo Henrique (ur. 21 lutego 1972) – brazylijski piłkarz występujący na pozycji pomocnika.

## Kariera klubowa
1999 roku występował w klubach JEF United Ichihara i Vegalta Sendai.